# Верхосунье (река)
Верхосунка или Шиниха — река в России, протекает по Сунскому району Кировской области. Устье реки находится в 35,1 км по левому берегу реки Суна. Длина реки составляет 24 км.

## Данные водного реестра
По данным государственного водного реестра России относится к Камскому бассейновому округу, водохозяйственный участок реки — Вятка от города Котельнич до водомерного поста посёлка городского типа Аркуль, речной подбассейн реки — Вятка. Речной бассейн реки — Кама.
Код объекта в государственном водном реестре — 10010300412111100038027.